# Lake Malawi
Lake Malawi je česká, anglicky zpívající, indie popová hudební skupina původem z Třince. Skupinu založil Albert Černý v září 2013 po rozpadu Charlie Straight. První EP We Are Making Love Again vydali Lake Malawi v roce 2015, o dva roky později vyšlo debutové album Surrounded by Light.
V květnu 2019 se Lake Malawi zúčastnili jako reprezentanti Česka hudební soutěže Eurovision Song Contest v izraelském Tel Avivu, se skladbou Friend of a Friend postoupili jako třetí v historii Česka do finále, kde skončili na jedenáctém místě z 41 účastníků. Jde tedy o třetí největší úspěch České republiky v této soutěži.

## Členové kapely

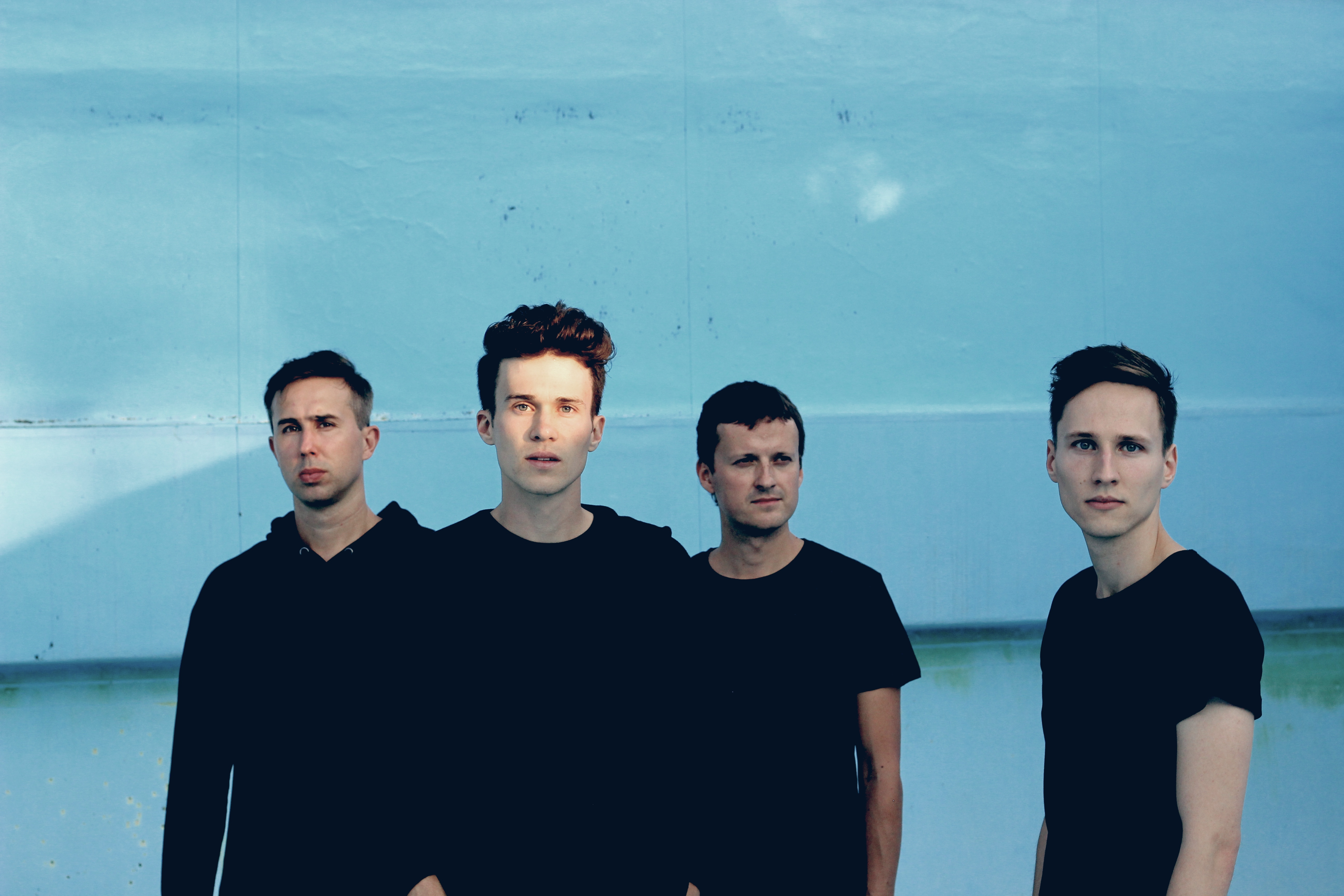
Složení skupiny Lake Malawi v roce 2015

Zakládajícími členy kapely jsou Albert Černý, Patrick Karpentski, Jeroným Šubrt a Pavel Pilch. Po třech letech fungování v roce 2016 se rozhodl kapelu opustit bubeník Pavel Pilch, který do Lake Malawi přišel z rozpadlých Charlie Straight. Na jeho místo za bicí usedl Antonín Hrabal. Na konci roku 2017 odešel kytarista Patrick Karpentski. Od té doby Lake Malawi vystupují ve složení: Albert Černý (zpěv, kytara, klávesy), Jeroným Šubrt (baskytara, klávesy) a Antonín Hrabal (bicí).
- Albert Černý – zpěv, kytara, klávesy (od roku 2013)
- Jeroným Šubrt – baskytara, klávesy (od roku 2013)

### Dřívější
- Pavel Pilch – bicí (2013 až 2016)
- Patrick Karpentski – kytara (2013 až 2017)
- Antonín Hrabal – bicí (2016 až 2021)

## Historie vzniku kapely
Kapela Lake Malawi vznikla po rozpadu úspěšné kapely Charlie Straight v září 2013. Hned první singl Always June ještě v témže roce představil frontman skupiny Albert Černý osobně s kytarou v živém vysílání rádia BBC London. Stejné pocty se dostalo i písničkám Beach, Nectarines & Daim a Paris.
V následujícím roce po svém vzniku se kapela vydala na známé české festivaly Colours of Ostrava a Rock for People. V květnu roku 2015 vyšlo debutové EP We Are Making Love Again, na kterém se producentsky podílel Matt Lawrence (spolupracoval s Adele, Mumford & Sons nebo Ellie Goulding) a Filip Gemroth (Make My Heart Explode). S kladným hodnocením nahrávku přijal i web iReport, který mimo jiné napsal, že EP rozhodně nezaostává za tvorbou předních britských indie skupin.
V roce 2015 se kapele podařilo vystoupit na britském The Great Escape Festival v Brigtonu. Na podzim stejného roku se Lake Malawi rozhodli objet Českou republiku s akustickým turné Furch Tour. Pro jeho velký úspěch turné ve stejném duchu zopakovala skupina i o rok později.
Singl "Chinese Trees" bodoval v roce 2015 v hitparádě Audition Poll na Amazing Radiu. Albert Černý se na Twitteru dohodl s kapelou JoelPeter, že když vyhrají Lake Malawi, pozve je na turné do České republiky a když vyhrají JoelPeter, bude to naopak. Nakonec, i přes hitparádové vítězství českých Lake Malawi, došlo k obojímu.
Kapely si během jejího působení na hudební scéně všiml i management takových jmen jako 30 Seconds to Mars (2014), MIKA (2016) i The Kooks (2017) a Lake Malawi tak dostali příležitost představit svou tvorbu jako předkapela fanouškům tak zvučných jmen na jejich pražských vystoupeních.
Na podzim roku 2017, po dlouhých a pečlivých přípravách, vydali Lake Malawi 14 písní na svém debutovém album Surrounded by Light. Album doprovázelo i vydání videoklipů k písním "Prague (In the City)", "Surrounded by Light", "Not My Street", "Bottom Of The Jungle", "Paris" a "Spaced Out".

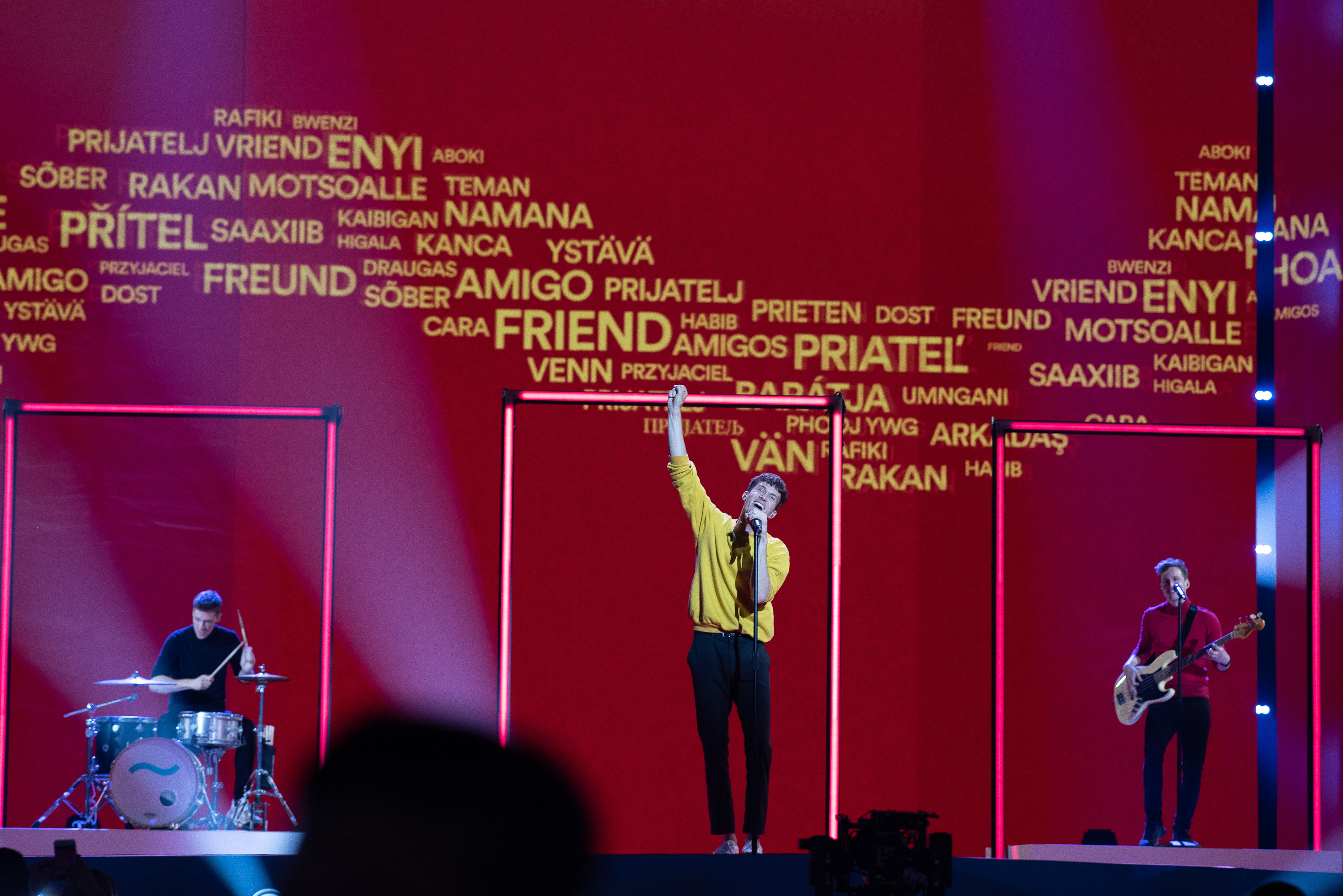
Lake Malawi s písní "Friend of a Friend" na Eurovision Song Contest 2019

V roce 2019 se Lake Malawi přihlásili s písničkou Friend of a Friend do národního kola Eurovize 2019, v němž zvítězili. V květnu tak zastupovali Českou republiku v Tel Avivu. V prvním semifinále skončili na druhém místě, postoupili tak do finále. Zde se umístila kapela na jedenáctém místě z celkového počtu jednačtyřiceti účastníků (z toho šestadvaceti finalistů). Tentýž rok vystoupili mimo jiné na mezinárodním hudebním festivalu v Sopotech.
Počátkem roku 2020 se Albert Černý v doprovodu kapely zúčastnil polského národního kola Szanca na sukces, kde s písní "Lucy" obsadil druhé místo za Alicí Szemplińskou. Uspořádání Eurovize v Rotterdamu nakonec zabránila pandemie koronaviru. 
V dubnu 2021 kapelu opustil bubeník Antonín Hrabal.
Logem kapely Lake Malawi je vlnovka, která symbolizuje ženský princip a společně s názvem je inspirovaná písní Calgary Bona Ivera. 

## Singly a videoklipy
- Always June (videoklip)
- Chinese Trees (videoklip)
- Aubrey (videoklip)
- We Are Making Love Again (videoklip)
- Young Blood (videoklip)
- Prague (In the City) (videoklip)
- Surrounded by Light (videoklip)
- Not My Street (videoklip)
- Bottom Of The Jungle (videoklip)
- Paris (videoklip)
- Spaced Out (videoklip)
- Friend of a Friend (videoklip)
- Eternity (videoklip k seriálu Sex O'Clock)

## Alba
- We Are Making Love Again EP
- Surrounded by Light – 2017
- The Great Video Game Crush – 2022